# Nakwiatek żółtonogi
Nakwiatek żółtonogi (Anthicus flavipes) – gatunek chrząszcza z rodziny nakwiatkowatych i podrodziny Anthicinae.
Gatunek ten został opisany po raz pierwszy w 1797 roku przez Georga W.F. Panzera jako Notoxus flavipes.

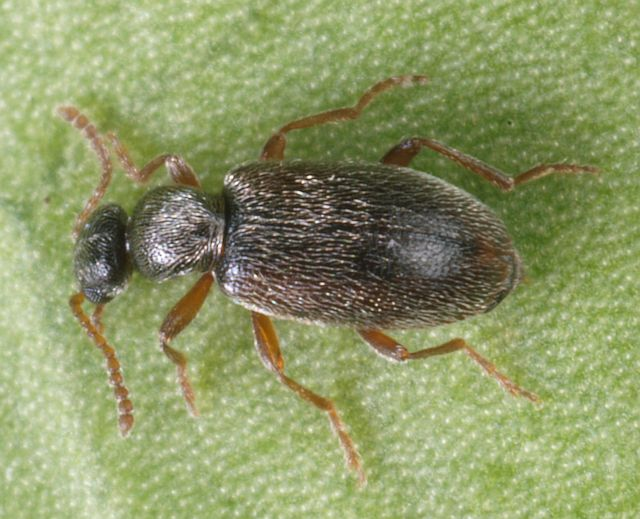

Chrząszcz o ciele długości od 1,7 do 2,6 mm, gęsto porośniętym stosunkowo długim, trochę podniesionym owłosieniem. Ubarwienie głowy jest czarne, przedplecza czarnobrunatne z rozjaśnioną podstawą, pokryw brunatnożółte z przyciemnionymi rejonami przyszwowym i przytarczkowym, a głaszczków, czułków i odnóży żółtobrunatne. Punktowanie kwadratowej w zarysie głowy jest mniej gęste niż u A. sellatus, ale na skroniach punkty stykają się brzegami. Kształt trzech przedostatnich członów czułków jest kwadratowy. Punkty na przedpleczu i pokrywach są gęsto rozmieszczone. Zarys pokryw jest owalny, najszerszy tuż za środkiem długości.
Owad ten zasiedla różne tereny o podłożu w postaci drobnoziarnistego piasku lub żwiru, np. pobrzeża wód, skraje lasów, przydroża, zbiorowiska ruderalne, słonawiska, piaskownie. Występuje na nizinach jak i pogórzach. Postacie dorosłe spotyka się od kwietnia do lipca wśród rozkładających się szczątków roślinnych, pod napływkami, na wysuszonej padlinie, a wieczorami także na niskiej roślinności. Przylatują do sztucznych źródeł światła.
W Europie gatunek ten stwierdzony został w Hiszpanii, Irlandii, Wielkiej Brytanii, Francji, Holandii, Niemczech, Danii, Szwecji, Norwegii, Finlandii, Estonii, Łotwie, Litwie, Szwajcarii, Austrii, Włoszech, Polsce, Czechach, Słowacji, na Węgrzech, Ukrainie, na Białorusi, Chorwacji, Bośni i Hercegowinie, Mołdawii, Rumunii, Bułgarii i Rosji (na północ po Karelię). Ponadto znany z Bliskiego Wschodu, Kaukazu i wschodniej części krainy palearktycznej. Wszędzie jest nieliczny. W Polsce jest owadem stosunkowo rzadko spotykanym, ale drugim najczęściej spotykanym przedstawicielem rodzaju (po A. antherinus), znanym z rozproszonych stanowisk na terenie całego kraju.